# 이경한
이경한(李經漢, 1620년 - 1668년)은 조선 중기의 무신이다.

## 생애
조선 중기의 무신으로 본관은 전주, 휘는 경한(經漢), 자는 제이(濟而)이다. 덕흥대원군의 현손이며, 제14대 선조의 백형 의헌공(懿獻公) 하원군 이정(河原君 李鋥)의 증손이고, 당은군 이인령(唐恩君 李引齡)의 손자이다. 아버지는 정혜공(靖惠公) 밀산군 이찬(密山君 李澯)이며, 어머니는 군수(郡守) 전의인(全義人) 이유훈(李有訓)의 딸로 현부인 전의이씨(縣夫人 全義李氏)이다.
부인은 한림(翰林) 평산인(平山人) 신극(申㥛)의 딸로 숙부인 평산신씨(淑夫人 平山申氏)이다.
밀산군의 4남으로 경신(庚申) 1620년(광해 12) 12월 8일 탄생하였다. 공은 어려서부터 효도와 우애가 성인 같았으니 아버지가 집 다스림을 매우 근엄하게 하자 공은 승순해서 어김이 없었고, 과문공부를 하였으나 여러 차례 시험에 불리하여 드디어 손오병서(孫吳兵書)에 종사하여 1651년(효종 2) 신묘(辛卯) 무과 정시(庭試) 을과(乙科) 2위에 급제하여 선전관 겸 주사랑(宣傳官兼籌司郎)에 제수되었다. 다음해 도총부도사(都摠府都事)를 거쳐 도총부경력(都摠府經歷)을 역임하였다.
1653년(효종 4) 비변사무랑청(備邊司武郞廳)을 역임하고, 이해 7월 29일 내간(內艱, 어머니상)을 만나 복기(服期)를 마치고, 1656년(효종 7) 다곡부사(茶谷府使)가 되니 백성들의 칭송이 길에 가득하였다. 겨울에 통정대부(通政大夫)에 가자되고, 이해 대구영장(大邱營將)을 거쳐 전주영장(全州營將)을 역임하였다.
1658년(효종 9) 칠곡부사(柒谷府使)를 역임 중 이해 10월 3일 외간(外艱, 아버지상)을 만나 복결(服闋)하고, 1661년(현종 2) 북우후(北虞候)에 제수되고, 이해 2월 10일 사은(謝恩)받고. 이해 2월 26일 궁시(弓矢)를 하사받았다.
1662년(현종 3) 부사직(副司直)에 제수되고, 이해 12월 26일 오위장(五衛將)에 제수되고, 어영별장(御營別將)을 역임하였다.
1664년(현종 5) 사은(謝恩)받고, 이해 2월 7일 선천부사(宣川府使) 겸 청북방어사(兼淸北防禦使)에 제수되었다. 방어사 시절 평안도 선천검산(宣川劍山)에 있는 용흥사(龍興寺)를 창건하였다.
1665년(현종 6) 평안감사(平安監司)가 칙사의 접대를 소홀히 한 선천부사 이경한(李經漢)을 파출(罷黜)할 것을 장계하여 1666년(현종 7) 형조에서 의금부(義禁府)에 이송하여 처치(處置)하기를 청하여 이해 1월 15일 나수(拿囚)되고, 이해 2월 25일 충청도 마량진(忠淸道馬梁鎭) 충군정배(充軍定配)되었다가 이해 11월 29일 서용(敍用)되어 황해수사(黃海水使)에 제수하였으나 부임하지 않았다가 수어별장(守禦別將)에 제수되었다.
1667년(현종 8) 서천군수(舒川郡守)에 제수되고, 민폐를 없애고 진하니 바닷가의 백성들이 소생하게 되었다.
1668년(현종 9) 충청감사(忠淸監司)가 장계를 올려 파출(罷黜)을 청하였으나 이해 4월 20일 향년 49세로 임소(任所)에서 별세하여 부여(扶餘) 치서(治西) 용지동(龍池洞) 묘좌지원(卯坐之原)으로 장사지냈다. 통정대부(通政大夫) 승정원 좌승지(承政院左承旨) 겸 경연참찬관(經筵參贊官)에 증직 되었다.
공은 용모가 뛰어나서 영특한 풍채가 걸걸하게 남에게 비추고, 귀족의 가문에서 성장하였으되 능히 기절을 꺽고 글을 읽으며 경서와 역사에 능통하고 문장을 공부해서 사우들의 추대를 받기도 하였다. 글씨에 대해서도 힘차고 굳세어 김생(金生)의 필체를 깊이 터득하였다. 평상시에는 말과 기상이 온화하므로 친근감이 있지만 옳고 그름의 판단에 미치면 의연하게 자립해서 비록 위력 무력이라도 굽힐 수가 없으며 일을 만나면 바람이 일듯하여 일찍이 아첨하는 습성이 없으므로 조정에 나선지 10여년에 시기하고 미워하는 사람들이 세상에 넘치니 여기에서 공의 사람됨을 볼 수 있다.
현재 묘소는 충남 부여군 규암면 반산리 하반산(下盤山) 용지동(龍池洞) 묘좌(卯坐)이다. 신도비는 높이 194.5cm, 폭 60.6cm, 두께 43cm의 규모로 1876년(고종 13)에 세워졌다. 비문은 민영위(閔泳緯)가 전액하고, 임헌회(任憲晦)가 짓고, 글씨는 김상현(金尙鉉)이 썼고, 5대손 생원(生員) 이섭(李涉) 근기(謹記)하였다.

## 가족관계
- 증조부 : 하원군 이정(河原君 李鋥)
- 조부 : 당은군 이인령(唐恩君 李引齡)
- 아버지 : 밀산군 이찬(密山君 李澯)
- 어머니 : 현부인 전의이씨(縣夫人 全義李氏), 군수(郡守) 전의인(全義人) 이유훈(李有訓)의 딸.
- 부인 : 숙부인 평산신씨(淑夫人 平山申氏, 1622년-1681년), 한림(翰林) 평산인(平山人) 신극(申㥛)의 딸.
  - 1남 : 이홍서(李弘遾)
    - 손자: 이재항(李載恒), 삼도수군통제사

  - 1녀 : 밀양인(密陽人) 박우상(朴禹祥)에게 출가.
- 부실 : 양녀(良女) 정신(貞信)
  - 3남 : 이홍인(李弘寅)
  - 4남 : 이홍관(李弘寶)
  - 5남 : 이홍보(李弘寶)
- 부실 : 차선(次善)
  - 2남 : 이홍천(李弘遷)
  - 2녀 : 최도일(崔道一)에게 출가.